# Gabriel Silva
Gabriel Moisés Antunes da Silva (ur. 13 maja 1991 w Piracicabie) – brazylijski piłkarz występujący na pozycji obrońcy we francuskim klubie AS Saint-Étienne. Wychowanek Rio Claro, w swojej karierze grał także w takich zespołach jak SE Palmeiras, Granada CF, Novara, Udinese Calcio, Carpi oraz Genoa CFC. W 2011 roku wraz z reprezentacją Brazylii do lat 20 sięgnął po młodzieżowe Mistrzostwo Świata.